# Babar Pur
Babar Pur es una ciudad censal situada en el distrito de Delhi noreste,  en el territorio de la capital nacional,  Delhi (India). Su población es de 37058 habitantes (2011). 

## Demografía
Según el censo de 2011 la población de Babar Pur era de 37058 habitantes, de los cuales 19659 eran hombres y 17399 eran mujeres. Burari tiene una tasa media de alfabetización del 88,98%, superior a la media estatal del 88,65%: la alfabetización masculina es del 92,69%, y la alfabetización femenina del 84,12%.